# أكا لارنتيا
أكا لارنتيا Larentia أو أكا لارنتنيا Larentina هي امرأة أسطورية وعدت في وقت لاحق إلهة في الأساطير الرومانية حيث كان يقام لها مهرجان اللارنتاليا Larentalia احتفاءاً بها في يوم 23 ديسمبر كانون الأول من كل سنة.

## أم بالتبني
في إحدى التقاليد الأسطورية (أي من ليسينيوس حامل الصولجان، وآخرون) كانت أكا لارنتيا زوجة الراعي فوستولوس Faustulus، وبالتالي فإنها كانت الأم بالتبني لرومولوس ورموس، ومنهم من قال أنها هي من قامت بحفظها بعد أن ألقيا في نهر التيبر بناءاً على أوامر أموليوس.كان عندها اثني عشرة ابناً وبعد وفاة واحد منهم أخذ رومولوس مكانه ومع ما تبقى من أحد عشر تأسست إخوية أرفال (Fratres Arvales). وقام الفلامين (الكاهن) كويرينالس Quirinalis بدور رومولوس (الذي تم تأليهه تحت اسم كويرينوس) في أداء الشعائر الجنائزية للأم الحاضنة أكا لارنتيا.